# Inna Wassiljewna Deriglasowa
Inna Wassiljewna Deriglasowa (russisch Инна Васильевна Дериглазова; * 10. März 1990 in Kurtschatow, Russische SFSR, Sowjetunion) ist eine russische Florettfechterin und Weltmeisterin.

## Erfolge
Inna Deriglasowa gewann im Jahr 2007 sowohl die Juniorenweltmeisterschaften in Belek im Einzel als auch bei den Junioreneuropameisterschaften in Novi Sad im Einzel und mit der russischen Mannschaft.
2008 wurde sie erneut Juniorenweltmeisterin in Acireale als auch bei den Senioren in Monza Europameisterin im Einzel.
2008 holte sie erneut mit der Mannschaft den Junioreneuropameisterschaftstitel in Prag, 2009 ebenfalls in Amsterdam.
2010 gewann sie bei den Juniorenweltmeisterschaften in Baku Gold im Einzel und mit der Mannschaft und bei der Europameisterschaft in Leipzig Bronze im Einzel und ebenfalls mit der Mannschaft.
2011 gewann sie mit der Mannschaft die Fechtweltmeisterschaften 2011 in Catania.
Im Jahr 2012 wurde sie in Legnano Einzeleuropameisterin und holte Bronze mit der Mannschaft, bei den Olympischen Spielen in London erhielt Deriglasowa Silber mit der Florett-Mannschaft. Im Einzel schied sie in der Runde der letzten 32 gegen Ysaora Thibus aus.
2013 erreichte Deriglasowa Gold bei der XXVII. Sommer-Universiade in Kasan im Einzel und gewann bei den Weltmeisterschaften in Budapest Bronze sowohl im Einzel als auch mit der Mannschaft. 2014 errang sie sowohl bei der Europameisterschaft in Straßburg als auch bei den Weltmeisterschaften in Kasan Silber mit der Mannschaft.
Sie gewann bei den Olympischen Spielen 2016 in Rio de Janeiro den Titel im Einzel. Bei den Olympischen Spielen 2020 in Tokio unterlag sie im Finale der US-Amerikanerin Lee Kiefer mit 13:15 und erreichte den Silbermedaillenplatz. Mit der Mannschaft wurde sie dagegen Olympiasiegerin.

## Auszeichnungen
- 2011:  Verdienter Meister des Sports[1][2]
- 2012:  Medaille des Ordens für die Verdienste für das Vaterland I. Klasse[1][3]
- 2013:  Ehrenurkunde des Präsidenten der Russischen Föderation[1][4]
- 2016:  Orden der Freundschaft[1][5]